# 奥恩河畔瑞维尼
奥恩河畔瑞维尼（法語：Juvigny-sur-Orne，法語發音：[ʒyviɲi syʁ ɔʁn] ⓘ）是法国奥恩省的一个市镇，属于阿让唐区。

## 地理
奥恩河畔瑞维尼（48°43'21"N, 0°2'26"E）面积3.3 平方千米，位于法国诺曼底大区奧恩省，该省份为法国西北部内陆省份，北起顺时针与卡爾瓦多斯省、厄尔省、厄尔-卢瓦省、萨尔特省、马耶讷省和芒什省接壤。
与奥恩河畔瑞维尼接壤的市镇（或旧市镇、城区）包括：赛镇、阿让唐、欧努勒福孔、布瓦尚普雷。

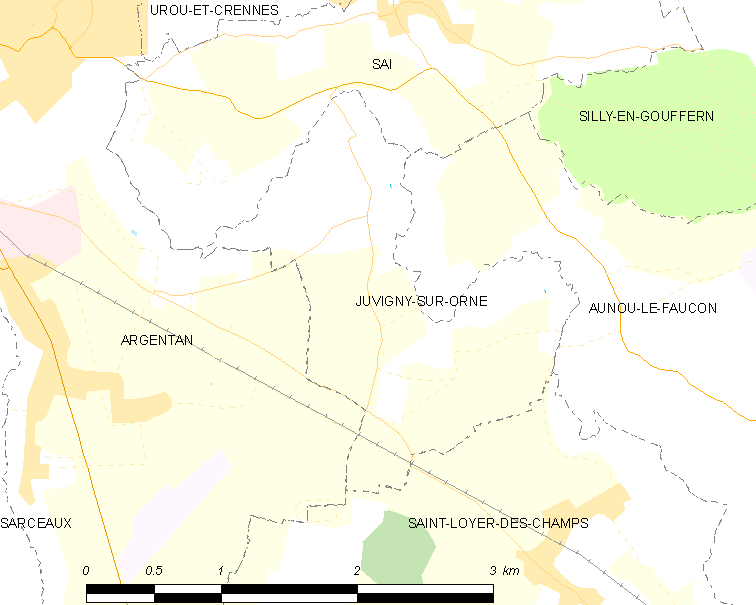
奥恩河畔瑞维尼的OSM定位图

奥恩河畔瑞维尼的时区为UTC+01:00、UTC+02:00（夏令时）。

## 行政
奥恩河畔瑞维尼的邮政编码为61200，INSEE市镇编码为61212。

## 政治
奥恩河畔瑞维尼所属的省级选区为阿让唐第一县。

## 人口

1962-2008年间奥恩河畔瑞维尼人口变化图示

奥恩河畔瑞维尼于2022年1月1日时的人口数量为119人。